# Wilfried Lochte
Wilfried Lochte (* 16. Januar 1928 in Walle; † 7. März 2011) war ein deutscher Manager.

## Leben
Lochte legte 1947 an der Lessingschule in Braunschweig das Abitur ab und schloss 1951 ein Studium zum Diplomingenieur im Maschinenbau an der Staatlichen Ingenieurschule Wolfenbüttel ab.
Von 1951 bis 1953 arbeitete er als Konstrukteur im Volkswagenwerk Wolfsburg, danach bei Büssing in Braunschweig, dort zuletzt als Leiter des Verkaufs für Lastkraftwagen und Omnibusse in Deutschland. Im Jahr 1958 wechselte er zum Vertrieb für Lastkraftwagen Firma MAN, 1967 wurde er dort als Direktor verantwortlich für den Deutschlandvertrieb von Lastkraftwagen und Omnibussen. Seit 1974 war er außerdem für den Auslandsvertrieb, für Kooperationen mit anderen Unternehmen und für Marktforschung zuständig. Seit Juli 1979 gehörte er als Gesamtverantwortlicher für den Nutzfahrzeugbereich dem Vorstand des Unternehmens an. 1985 wurde er Vorsitzender des Vorstandes der MAN Nutzfahrzeug AG und gehörte dem Gesamtvorstand der MAN AG an. Bis 1993 bekleidete er verschiedene Aufsichtsmandate im MAN Konzern, bis 1996 gehörte der dem Aufsichtsrat der MAN Nutzfahrzeug AG an.
Im März 1999 übernahm er auf Bitten der Niedersächsischen Landesregierung den Vorsitz im Aufsichtsrat der Salzgitter AG, den er bis zum 31. März 2007 ausübte. Er wurde zum Ehrenvorsitzenden ernannt und nahm sein Mandat als Aufsichtsratsmitglied bis Mai 2008 wahr. In seine Amtszeit fiel unter anderem die Übernahme der Mannesmannröhren-Werke AG aus der nach der Übernahme durch Vodafone aufgelösten Mannesmann AG sowie der Einzelausweis der Vorstandsgehälter im Geschäftsbericht des Unternehmens.

## Auszeichnungen
Wilfried Lochte wurde 1991 der Bayerische Verdienstorden verliehen.
Er erhielt 1992 die Ehrendoktorwürde der Technischen Universität Braunschweig und wurde 1987 mit dem Bundesverdienstkreuz I. Klasse sowie 2006 mit dem Großen Bundesverdienstkreuz ausgezeichnet. Er erhielt die Stadtmedaille der Stadt Salzgitter.